# Capivari de Baixo
Pour les articles homonymes, voir Capivari (homonymie).
Capivari de Baixo est une ville brésilienne du sud de l'État de Santa Catarina.

## Généralités
Capivari de Baixo est le siège du « complexe thermo-électrique Jorge Lacerda », un des plus importants d'Amérique latine, que l'on peut voir en passant sur la route nationale BR-101. Basé sur des techniques allemande et tchèque, le complexe contribue également au développement de l'exploitation du charbon dans la région et à celui de la voie ferrée Dona Tereza Cristina.

## Géographie
Capivari de Baixo se situe à une latitude de 28° 26′ 41″ sud et à une longitude de 48° 57′ 28″ ouest, à une altitude de 100 mètres. Sa population était de 21 689 habitants au recensement de 2010. La municipalité s'étend sur 53 km2.
Elle fait partie de la microrégion de Tubarão, dans la mésorégion Sud de Santa Catarina.

## Villes voisines
Capivari de Baixo est voisine des municipalités (municípios) suivantes :
- Gravatal
- Laguna
- Tubarão